# Zapatosa (Cesar)
Zapatosa es un centro poblado ubicado en el municipio de Tamalameque, Colombia. Ubicado cerca de la ciénaga de Zapatosa y el caño Alfaro.
La economía del centro poblado es un su mayoría la pesca y la agricultura.

## Historia
Esta zona formó parte de la Confederación Chimila, bajo el mando del cacique Zapata, a quien se debe su nombre, la población y la inmensa ciénaga. Los Chimilas o Pocabuyes fueron expertos pescadores y agricultores del maíz, cultivos que eran tan grandes que se escondían tras la mirada. Pero la tranquilidad de estos pobladores comenzó a afectarse con la llegada de los primeros colombianos empujados por la guerra de los mil días entre 1899-1902.